# Naryn
Naryn er en by i det centrale Kirgisistan. Den er hovedby i provinsen Naryn. Byen ligger i 2.050 meters højde omkring 140 km sydvest for indsøen Issyk-Kul på begge sider af floden Naryn som løber i en kløft gennem byen. Der var 34.822 indbyggere i 2009.
Byen er en gammel garnisonsby på Silkevejen. Vejen fortsatte gennem Torugart-passet (3.752 moh) til Kina, og denne rute er stadig en vigtig trafikforbindelse fra Kirgisistan til Kashgar i Xinjiang og videre til resten Kina
41°26′00″N 76°00′00″Ø / 41.4333°N 76°Ø